# Halt! Hier Grenze
Halt! Hier Grenze – Auf den Spuren der innerdeutschen Grenze ist ein Dokumentarfilm von Christian Gierke aus dem Jahr 2005. 
Der Film dokumentiert den früheren Verlauf der innerdeutschen Grenze. Stationen sind unter anderem das ehemals geteilte Dorf Mödlareuth, der amerikanische Beobachtungsstützpunkt Point Alpha (Geisa/Rasdorf), das Grenzlandmuseum Eichsfeld, der Grenzübergang Duderstadt/Worbis, der  Autobahn-Grenzübergang Helmstedt-Marienborn (Checkpoint Alpha), Vacha, der Brocken im Harz, das Grenzmuseum Schifflersgrund in Bad Sooden-Allendorf, das Elbbergmuseum Boizenburg/Elbe, der Schaalsee, der Dassower See, die Ruine der Eisenbahnbrücke bei Dömitz, das Grenzhus Schlagsdorf und der Priwall.

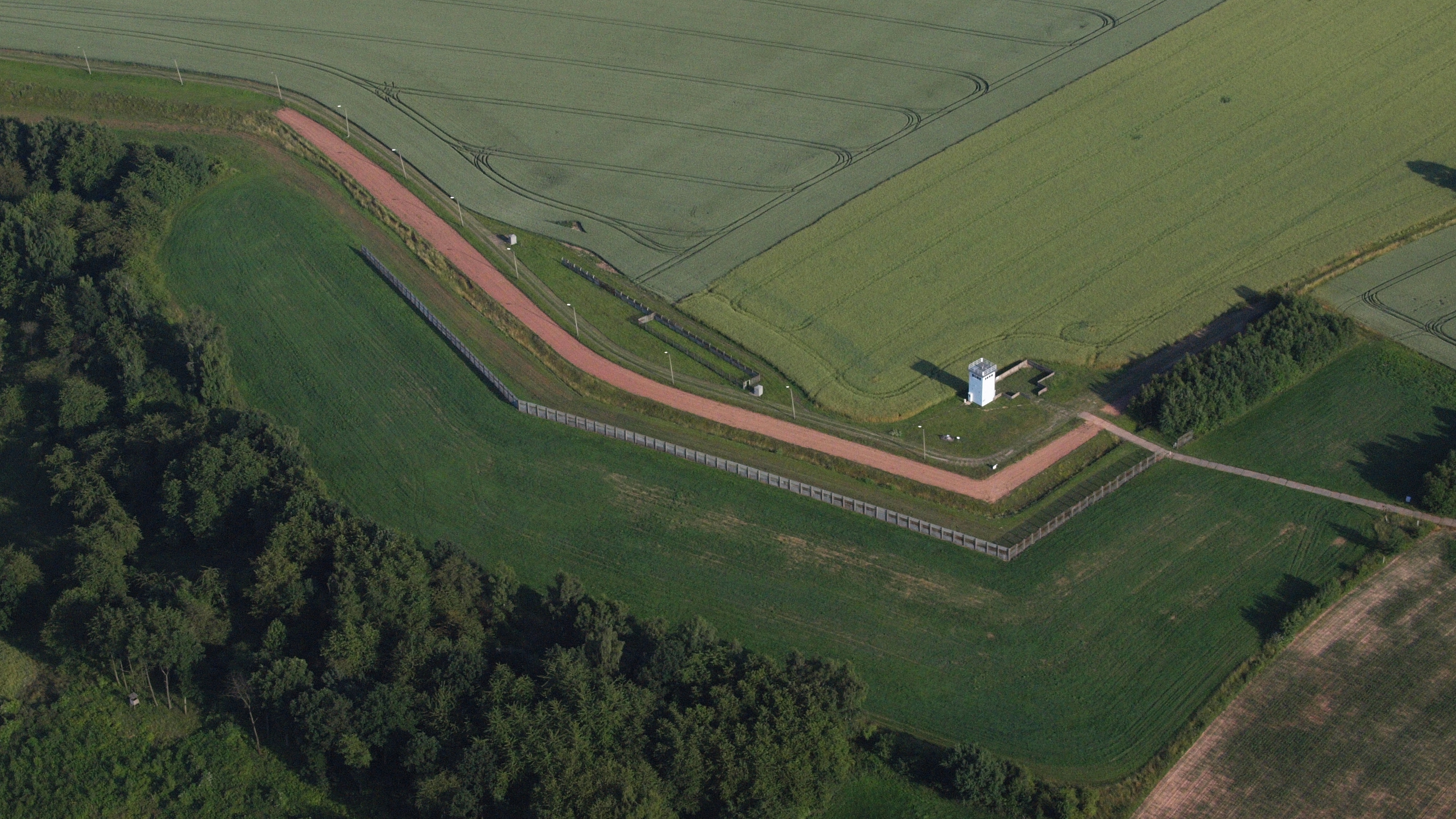
Grenzlandmuseum bei Teistungen (2013)